# Mauritius ai Giochi della XXXII Olimpiade
Mauritius ha partecipato ai Giochi della XXXII Olimpiade, che si sono svolti a Tokyo, Giappone, dal 23 luglio all'8 agosto 2021 (inizialmente previsti dal 24 luglio al 9 agosto 2020 ma posticipati per la pandemia di COVID-19) con otto atleti, sei uomini e due donne.

## Delegazione
| Sport             | Uomini | Donne | Totale |
| ----------------- | ------ | ----- | ------ |
| Atletica leggera  | 1      | -     | 1      |
| Badminton         | 1      | -     | 1      |
| Judo              | 1      | -     | 1      |
| Nuoto             | 1      | 1     | 2      |
| Pugilato          | 2      | -     | 2      |
| Sollevamento pesi | -      | 1     | 1      |
| Totale            |        |       |        |

## Risultati

### Atletica leggera
Maschile
Eventi su pista e strada
| Atleta               | Evento             | Batterie  | Batterie  | Semifinali      | Semifinali      | Finale          | Finale          |
| Atleta               | Evento             | Risultato | Posizione | Risultato       | Posizione       | Risultato       | Posizione       |
| -------------------- | ------------------ | --------- | --------- | --------------- | --------------- | --------------- | --------------- |
| Jérémie Lararaudeuse | 110 metri ostacoli | 14"03     | 7º        | Non qualificato | Non qualificato | Non qualificato | Non qualificato |

### Badminton
| Atleta       | Evento           | Girone                   | Girone                             | Girone               | Girone | Ottavi               | Quarti               | Semifinale           | Finale               | Finale          |
| Atleta       | Evento           | Avversario Punteggio     | Avversario Punteggio               | Avversario Punteggio | Pos.   | Avversario Punteggio | Avversario Punteggio | Avversario Punteggio | Avversario Punteggio | Pos.            |
| ------------ | ---------------- | ------------------------ | ---------------------------------- | -------------------- | ------ | -------------------- | -------------------- | -------------------- | -------------------- | --------------- |
| Georges Paul | Singolo maschile | Tsuneyama P (8-21, 6-21) | Coelho de Oliveira P (5-21, 16-21) | N.D.                 | 3º     | Non qualificato      | Non qualificato      | Non qualificato      | Non qualificato      | Non qualificato |

### Judo
| Atleta        | Evento         | 32-esimi             | 16-esimi             | Ottavi               | Quarti               | Semifinali           | Ripescaggio          | Finale               | Posizione       |
| Atleta        | Evento         | Avversario Punteggio | Avversario Punteggio | Avversario Punteggio | Avversario Punteggio | Avversario Punteggio | Avversario Punteggio | Avversario Punteggio | Posizione       |
| ------------- | -------------- | -------------------- | -------------------- | -------------------- | -------------------- | -------------------- | -------------------- | -------------------- | --------------- |
| Remi Feuillet | 90 kg maschile | Mukai P 000-100      | Non qualificato      | Non qualificato      | Non qualificato      | Non qualificato      | Non qualificato      | Non qualificato      | Non qualificato |

### Nuoto
| Atleta          | Evento                          | Batterie | Batterie   | Semifinali      | Semifinali      | Finale          | Finale          |
| Atleta          | Evento                          | Tempo    | Classifica | Tempo           | Classifica      | Tempo           | Classifica      |
| --------------- | ------------------------------- | -------- | ---------- | --------------- | --------------- | --------------- | --------------- |
| Mathieu Marquet | 100 metri stile libero maschili | 53"56    | 60º        | Non qualificato | Non qualificato | Non qualificato | Non qualificato |
| Alicia Kok Shun | 100 metri rana femminili        | 1'15"42  | 38ª        | Non qualificata | Non qualificata | Non qualificata | Non qualificata |

### Pugilato
| Atleta         | Evento                | 16-esimi             | Ottavi               | Quarti               | Semifinali           | Finale               | Pos.            |
| Atleta         | Evento                | Avversario Punteggio | Avversario Punteggio | Avversario Punteggio | Avversario Punteggio | Avversario Punteggio | Pos.            |
| -------------- | --------------------- | -------------------- | -------------------- | -------------------- | -------------------- | -------------------- | --------------- |
| Richarno Colin | Pesi leggeri maschile | Nadir V 4-1          | Mamedov P 0-5        | Non qualificato      | Non qualificato      | Non qualificato      | Non qualificato |
| Merven Clair   | Pesi welter maschile  | Sanford V 5-0        | Ishaish V 3-2        | Walsh P 1-4          | Non qualificato      | Non qualificato      | Non qualificato |

### Sollevamento pesi
| Atleta                          | Evento          | Strappo   | Strappo    | Slancio   | Slancio    | Totale | Classifica |
| Atleta                          | Evento          | Risultato | Classifica | Risultato | Classifica | Totale | Classifica |
| ------------------------------- | --------------- | --------- | ---------- | --------- | ---------- | ------ | ---------- |
| Marie Hanitra Roilya Ranaivosoa | 49 kg femminile | 73        | 12ª        | 91        | 11ª        | 164    | 11ª        |